# Front démocratique (Pérou)
Pour les articles homonymes, voir Front démocratique.

Logo du Front démocratique (FREDEMO)

Le Front démocratique (espagnol : Frente Democrático, abrégé en Fredemo) était une alliance politique péruvienne fondée en 1988 en vue des élections municipales de 1989 et des élections présidentielle et législatives de 1990. Son candidat présidentiel est l'écrivain Mario Vargas Llosa qui est battu au second tour par Alberto Fujimori.

## Histoire
En 1988, alors que le Pérou traverse une grave crise économique et institutionnelle, l'opposition libérale de droite commence à se manifester et à s'organiser en vue des échéances électorales de 1989 et de 1990. Le Fredemo est ainsi formée comme une coalition de trois partis : Acción Popular, le Parti populaire chrétien et le Mouvement Liberté (Movimiento Libertad).
Pour les élections municipales de 1989, Juan Incháustegui se présente comme candidat à la mairie de Lima, mais il ne réussit pas à l'emporter. Au niveau national, la coalition remporte plusieurs mairies mais n'obtient pas une victoire écrasante.
En 1990, Mario Vargas Llosa se présente comme le grand favori de l'élection présidentielle. Il est néanmoins battu au second tour par Alberto Fujimori, alors soutenu par Alan Garcia et l'APRA.
Après l'élection, Mario Vargas Llosa part en Espagne, où il écrit le récit de sa participation à l'élection présidentielle dans son livre Como pez en el agua. Le Fredemo est dissous. Action populaire et le PPC continuent leur vie politique tandis que le Mouvement Liberté est dissout trois années plus tard.